# Cyclodomorphus maximus
Espèce
Synonymes
- Omolepida maxima Storr, 1976
- Cyclodomorphus maxima

Cyclodomorphus maximus est une espèce de sauriens de la famille des Scincidae.

## Répartition
Cette espèce est endémique d'Australie-Occidentale en Australie.

## Description
C'est un saurien vivipare.

## Publication originale
- Storr, 1976 : The genus Omolepida (Lacertilia, Scincidae) in Western Australia. Records of the Western Australian Museum, vol. 4, no 2, p. 163-170 (texte intégral).